# Laena yuanbaoica
Laena yuanbaoica (лат.) — вид жуков-чернотелок рода Laena из подсемейства мохнатки (Lagriinae, Tenebrionidae). Юго-Восточная Азия. Назван по месту обнаружения: Юаньбаошань (англ. Yuanbao Shan).

## Распространение
Юго-Восточная Азия: Китай, Гуанси-Чжуанский автономный район, Юаньбаошань (200—1500 м). Гора Юаньбаошань (кит. упр. 元宝山) расположена в Жуншуй-Мяоском автономном уезде Гуанси-Чжуанского автономного района, её высота — 2081 м.

## Описание
Мелкие бескрылые жуки-чернотелки, длина тела 7,5 мм, спинная поверхность темно-коричневая без металлического отблеска. L. yuanbaoica отличается от близких видов по крупным размерам тела, по сердцевидной форме переднеспинки с боковыми краями в виде выступов и широко разделенными пунктурами, а также по бёдрам с парой одинаковых отчётливых зубцов. Такое сочетание внешних характеристик является уникальным среди всех видов из юго-восточного Китая. Вид был впервые описан в 2023 году немецкими колеоптерологами Вольфгангом Шваллером (Dr. Wolfgang Schawaller) и Aron Bellersheim (Staatliches Museum für Naturkunde, Штутгарт, Германия).